# Гірнамме II
Гірнамме (Гір-Намме) II (д/н — бл. 2028 до н. е.) — цар еламської держави Симашкі близько 2033—2028 роках до н. е.

## Життєпис
Походив з династії Симашкі. Ймовірно син або інший родич царя Тазіти I. Близько 2033 року до н..е за допомоги урських військ повалив царя Епарті I. Відомий з Сузького переліку царів, де він названий першим царем династії Симашкі. В шумерської табличці згадується, що посол царя Гірнамме прибув до резиденції Шу-Сін, царя Уру, де отримав для свого прожитку кількох баранів. Дана подія сталася на 6-му році правління Шу-Сіна — близько 2031 року до н. е.
Припускають, що Гірнамме II став зятем Шу-Сіна, оскільки в шумерській табличці згадується про шлюб доньки останнього з Аншанським володарем. Втім це міг бути залежний від гірнамме цар або його син, оскільки столиця держави залишалася в Симашкі.
В подальшому скористався труднощами Шу-Сіна, який вимушен був протистояти племенам амореїв. Оголосив свого сина Тазіту II співцарем. Але це викликало 2030 року до н. е. повстання Енпі-луххана, який протягом 2 років домігся перемоги.